# 91e cérémonie des Oscars

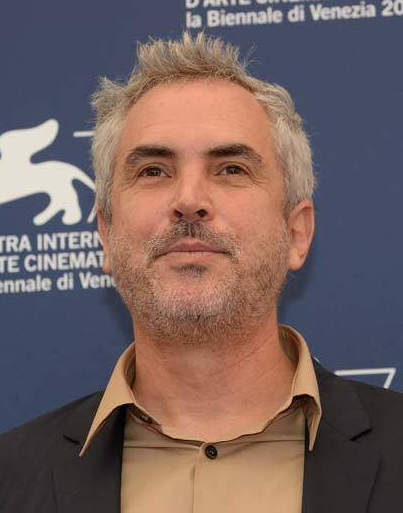
Alfonso Cuaron

La 91e cérémonie des Oscars du cinéma (91st Academy Awards), organisée par l'Academy of Motion Picture Arts and Sciences, a eu lieu le 24 février 2019 au Théâtre Dolby de Los Angeles pour récompenser les films sortis en 2018.
L'humoriste et comédien Kevin Hart, est annoncé à la présentation de la cérémonie, avant d'y renoncer à cause d'anciens tweets homophobes. Il a donc été décidé que cette 91e soirée des Oscars se ferait sans maître de cérémonie, une première depuis 1989 où une multitude de présentateurs avaient été privilégiés pour animer la 61e cérémonie des Oscars.
Pour la première fois, l'Académie annonce que l'Oscar de la meilleure photographie, du meilleur montage, des meilleurs maquillages et coiffures et du meilleur court métrage en prises de vues réelles seront attribués pendant les coupures publicitaires, pour éviter que la « cérémonie ne dépasse les trois heures ». Cette décision provoque une lettre ouverte de protestations, signée par une quarantaine de personnalités du cinéma, dont Quentin Tarantino, Martin Scorsese et Damien Chazelle. Quelques jours plus tard, les organisateurs de la cérémonie reviennent alors sur leur décision en annonçant que l'intégralité des annonces de récompenses seront diffusées en dehors des coupures publicitaires.

## Présentateurs et intervenants
Présentateurs
- Après l'abandon de Kevin Hart à la présentation, il a été décidé qu'aucun maître de cérémonie ne serait désigné pour présenter cette 91e cérémonie des Oscars.

Intervenants
- Tina Fey, Amy Poehler et Maya Rudolph remettent l'Oscar de la meilleure actrice dans un second rôle
- Helen Mirren et Jason Momoa remettent l'Oscar du meilleur film documentaire
- Tom Morello présente le film Vice nommé dans la catégorie meilleur film
- Elsie Fisher et Stephan James remettent l'Oscar des meilleurs maquillages et coiffures
- Brian Tyree Henry et Melissa McCarthy remettent l'Oscar de la meilleure création de costumes
- Jennifer Lopez et Chris Evans remettent l'Oscar des meilleurs décors
- Tyler Perry remet l'Oscar de la meilleure photographie
- Emilia Clarke présente la chanson originale I'll Fight nommée dans la catégorie meilleure chanson originale
- Serena Williams présente le film A Star Is Born nommé dans la catégorie meilleur film
- Danai Gurira et James McAvoy remettent l'Oscar du meilleur montage de son et l'Oscar du meilleur mixage de son
- Queen Latifah présente le film La Favorite nommé dans la catégorie meilleur film
- Javier Bardem et Angela Bassett remettent l'Oscar du meilleur film en langue étrangère
- Keegan-Michael Key présente la chanson originale The Place Where Lost Things So nommée dans la catégorie meilleure chanson originale
- Trevor Noah présente le film Black Panther nommé dans la catégorie meilleur film
- Michael Keaton remet l'Oscar du meilleur montage
- Daniel Craig et Charlize Theron remettent l'Oscar du meilleur acteur dans un second rôle
- Laura Dern présente le futur Academy Museum of Motion Pictures
- Pharrell Williams et Michelle Yeoh remettent l'Oscar du meilleur film d'animation
- Kacey Musgraves présente la chanson originale When a Cowboy Trades His Spurs for Wings nommée dans la catégorie meilleure chanson originale
- Dana Carvey et Mike Myers présentent le film Bohemian Rhapsody nommé dans la catégorie meilleur film
- Awkwafina et John Mulaney remettent l'Oscar du meilleur court métrage d'animation et l'Oscar du meilleur court métrage documentaire
- José Andrés et Diego Luna présentent le film Roma nommé dans la catégorie meilleur film
- Sarah Paulson et Paul Rudd remettent l'Oscar des meilleurs effets visuels
- KiKi Layne et Krysten Ritter remettent l'Oscar du meilleur court métrage en prises de vues réelles
- Samuel L. Jackson et Brie Larson remettent l'Oscar du meilleur scénario original et l'Oscar du meilleur scénario adapté
- Michael B. Jordan et Tessa Thompson remettent l'Oscar de la meilleure musique de film
- Chadwick Boseman et Constance Wu remettent l'Oscar de la meilleure chanson originale
- John Bailey (président de l'AMPAS) présente le segment In Memoriam
- Barbra Streisand présente le film BlacKkKlansman : J'ai infiltré le Ku Klux Klan nommé dans la catégorie meilleur film
- Allison Janney et Gary Oldman remettent l'Oscar du meilleur acteur
- John Lewis et Amandla Stenberg présentent le film Green Book : Sur les routes du sud nommé dans la catégorie meilleur film
- Frances McDormand et Sam Rockwell remettent l'Oscar de la meilleure actrice
- Guillermo del Toro remet l'Oscar du meilleur réalisateur
- Julia Roberts remet l'Oscar du meilleur film

## Palmarès
Les nominations ont été annoncées le 22 janvier 2019 par les acteurs Kumail Nanjiani et Tracee Ellis Ross.

### Meilleur film
Note : la catégorie du meilleur film récompense les producteurs.
- Green Book : Sur les routes du sud (Green Book) - Jim Burke, Charles B. Wessler, Brian Currie, Peter Farrelly et Nick Vallelonga
  - Black Panther - Kevin Feige
  - BlacKkKlansman : J'ai infiltré le Ku Klux Klan (BlacKkKlansman) - Sean McKittrick, Jason Blum, Raymond Mansfield, Jordan Peele et Spike Lee
  - Bohemian Rhapsody - Graham King
  - La Favorite (The Favourite) - Ceci Dempsey, Ed Guiney, Lee Magiday et Yórgos Lánthimos
  - Roma - Gabriela Rodríguez et Alfonso Cuarón
  - A Star Is Born - Bill Gerber, Bradley Cooper et Lynette Howell Taylor
  - Vice - Dede Gardner, Jeremy Kleiner, Adam McKay et Kevin Messick

### Meilleur réalisateur
- Alfonso Cuarón pour Roma
  - Yórgos Lánthimos pour La Favorite
  - Spike Lee pour BlacKkKlansman : J'ai infiltré le Ku Klux Klan
  - Adam McKay pour Vice
  - Paweł Pawlikowski pour Cold War

### Meilleur acteur
- Rami Malek pour le rôle de Freddie Mercury dans Bohemian Rhapsody
  - Christian Bale pour le rôle de Dick Cheney dans Vice
  - Bradley Cooper pour le rôle de Jackson Maine dans A Star Is Born
  - Willem Dafoe pour le rôle de Vincent van Gogh dans At Eternity's Gate
  - Viggo Mortensen pour le rôle de Tony Lip dans Green Book : Sur les routes du sud

### Meilleure actrice
- Olivia Colman pour le rôle d'Anne d'Angleterre dans La Favorite
  - Yalitza Aparicio pour le rôle de Cleo dans Roma
  - Glenn Close pour le rôle de Joan Castleman dans The Wife
  - Lady Gaga pour le rôle de Ally Campana dans A Star Is Born
  - Melissa McCarthy pour le rôle de Lee Isreal dans Can You Ever Forgive Me?

### Meilleur acteur dans un second rôle
- Mahershala Ali pour le rôle de Don Shirley dans Green Book : Sur les routes du sud
  - Adam Driver pour le rôle de Flip Zimmerman dans BlacKkKlansman : J'ai infiltré le Ku Klux Klan
  - Sam Elliott pour le rôle de Bobby Maine dans A Star Is Born
  - Richard E. Grant pour le rôle de Jack Hock dans Can You Ever Forgive Me?
  - Sam Rockwell pour le rôle de George W. Bush dans Vice

### Meilleure actrice dans un second rôle
- Regina King pour le rôle de Sharon Rivers dans Si Beale Street pouvait parler
  - Amy Adams pour le rôle de Lynne Cheney dans Vice
  - Marina de Tavira pour le rôle de Sra. Sofía dans Roma
  - Emma Stone pour le rôle d'Abigail Masham dans La Favorite
  - Rachel Weisz pour le rôle de Sarah Churchill dans La Favorite

### Meilleur scénario original
- Green Book : Sur les routes du sud - Nick Vallelonga, Brian Currie et Peter Farrelly
  - La Favorite - Deborah Davis et Tony McNamara
  - Sur le chemin de la rédemption - Paul Schrader
  - Roma - Alfonso Cuarón
  - Vice - Adam McKay

### Meilleur scénario adapté
- BlacKkKlansman : J'ai infiltré le Ku Klux Klan - Charlie Wachtel, David Rabinowitz, Kevin Willmott et Spike Lee d'après le livre éponyme de Ron Stallworth
  - La Ballade de Buster Scruggs - Joel et Ethan Coen
  - Can You Ever Forgive Me? - Nicole Holofcener et Jeff Whitty d'après l'autobiographie éponyme de Lee Israel.
  - Si Beale Street pouvait parler - Barry Jenkins d'après le live éponyme de James Baldwin.
  - A Star Is Born - Eric Roth, Bradley Cooper et Will Fetters d'après le scénario du film de 1937, Une étoile est née de Dorothy Parker et Alan Campbell

### Meilleurs décors et direction artistique
- Black Panther - Hannah Beachler et Jay Hart
  - La Favorite - Fiona Crombie et Alice Felton
  - First Man : Le Premier Homme sur la Lune - Nathan Crowley et Kathy Lucas
  - Le Retour de Mary Poppins - John Myhre et Gordon Smith
  - Roma - Eugenio Caballero et Barbara Enriquez

### Meilleurs costumes
- Black Panther - Ruth E. Carter
  - La Ballade de Buster Scruggs - Mary Zophres
  - La Favorite - Sandy Powell
  - Le Retour de Mary Poppins - Sandy Powell
  - Mary Stuart, reine d'Écosse - Alexandra Byrne

### Meilleurs maquillages et coiffures
- Vice - Greg Cannom, Kate Biscoe et Patricia DeHaney
  - Border - Göran Lundström et Pamela Goldammer
  - Mary Stuart, reine d'Écosse Jenny Shircore, Marc Pilcher et Jessica Brooks

### Meilleure photographie
- Roma - Alfonso Cuarón
  - Cold War - Łukasz Żal
  - La Favorite - Robbie Ryan
  - Werk ohne Autor - Caleb Deschanel
  - A Star Is Born - Matthew Libatique

### Meilleur montage
- Bohemian Rhapsody - John Ottman
  - BlacKkKlansman : J'ai infiltré le Ku Klux Klan - Barry Alexander Brown
  - La Favorite - Yorgos Mavropsaridis
  - Green Book : Sur les routes du sud - Patrick Don Vito
  - Vice - Hank Corwin

### Meilleur montage de son
- Bohemian Rhapsody - John Warhurst et Nina Hartstone
  - Black Panther - Benjamin A. Burtt et Steve Boeddeker
  - First Man : Le Premier Homme sur la Lune - Ai-Ling Lee et Mildred Iatrou Morgan
  - Sans un bruit - Ethan Van der Ryn et Erik Aadahl
  - Roma - Sergio Díaz et Skip Lievsay

### Meilleur mixage de son
- Bohemian Rhapsody - Paul Massey, Tim Cavagin et John Casali
  - Black Panther - Steve Boeddeker, Brandon Proctor et Peter Devlin
  - First Man : Le Premier Homme sur la Lune - Jon Taylor, Frank A. Montaño, Ai-Ling Lee et Mary H. Ellis
  - Roma - Skip Lievsay, Craig Henigham et José Antonio Garcia
  - A Star Is Born - Tom Ozanich, Dean A. Zupancic, Jason Ruder et Steve Morrow

### Meilleurs effets visuels
- First Man : Le Premier Homme sur la Lune - Paul Lambert, Ian Hunter, Tristan Myles et J.D. Schwalm
  - Avengers: Infinity War - Dan DeLeeuw, Kelly Port, Russell Earl et Dan Sudick
  - Jean-Christophe et Winnie - Christopher Lawrence, Michael Eames, Theo Jones et Chris Corbould
  - Ready Player One - Roger Guyett, Grady Cofer, Matthew E. Butler et David Shirk
  - Solo: A Star Wars Story - Rob Bredow, Patrick Tubach, Neal Scanlan et Dominic Tuohy

### Meilleure chanson originale
- Shallow de A Star Is Born - Lady Gaga, Mark Ronson, Anthony Rossomando et Andrew Wyatt
  - All the Stars de Black Panther - Kendrick Lamar, SZA et Mark Spears
  - I'll Fight de RBG - Diane Warren
  - The Place Where Lost Things Go de Le Retour de Mary Poppins - Marc Shaiman et Scott Wittman
  - When A Cowboy Trades His Spurs For Wings de La Ballade de Buster Scruggs - David Rawlings et Gillian Welch

### Meilleure musique de film
- Black Panther - Ludwig Göransson
  - BlacKkKlansman : J'ai infiltré le Ku Klux Klan - Terence Blanchard
  - Si Beale Street pouvait parler - Nicholas Britell
  - L'Île aux chiens - Alexandre Desplat
  - Le Retour de Mary Poppins - Marc Shaiman

### Meilleur film en langue étrangère
- Roma ( Mexique)
  - Cold War ( Pologne)
  - Capharnaüm ( Liban)
  - Never Look Away ( Allemagne)
  - Une affaire de famille ( Japon)

### Meilleur film d'animation
- Spider-Man: New Generation
  - Les Indestructibles 2
  - L'Île aux chiens
  - Miraï, ma petite sœur
  - Ralph 2.0

### Meilleur film documentaire
- Free Solo réalisé par Elizabeth Chai Vasarhelyi (en) et Jimmy Chin
  - Minding the Gap réalisé par Bing Liu
  - Hale County, jour après jour (Hale County This Morning, This Evening) réalisé par RaMell Ross
  - Djihadistes de père en fils réalisé par Talal Derki (en)
  - RBG réalisé par Julie Cohen et Betsy West

### Meilleur court métrage (prises de vues réelles)
- Skin – Guy Nattiv et Jaime Ray Newman
  - Detainment – Vincent Lambe et Darren Mahon
  - Fauve – Jeremy Comte et Maria Gracia Turgeon
  - Marguerite – Marianne Farley et Marie-Hélène Panisset
  - Mother – Rodrigo Sorogoyen et María del Puy Alvarado

### Meilleur court métrage (documentaire)
- Les règles de notre liberté - Rayka Zehtabchi et Melissa Berton
  - Black Sheep - Ed Perkins et Jonathan Chinn
  - End Game - Rob Epstein et Jeffrey Friedman
  - Lifeboat - Skye Fitzgerald et Bryn Mooser
  - A Night at the Garden (en) - Marshall Curry (en)

### Meilleur court métrage (animation)
- Bao - Domee Shi et Becky Neiman-Cobb
  - Animal Behaviour - Alison Snowden et David Fine
  - Late Afternoon - Louise Bagnall et Nuria González Blanco
  - One Small Step - Andrew Chesworth et Bobby Pontillas
  - Weekends - Trevor Jimenez

### Oscars d'honneur
- Lalo Schifrin
- Cicely Tyson
- Marvin Levy

## Statistiques

### Nominations multiples
- 10 : La Favorite, Roma
- 8 : A Star Is Born, Vice
- 7 : Black Panther
- 6 : BlacKkKlansman : J'ai infiltré le Ku Klux Klan
- 5 : Green Book : Sur les routes du sud, Bohemian Rhapsody
- 4 : First Man : Le Premier Homme sur la Lune|First Man, Le Retour de Mary Poppins
- 3 : La Ballade de Buster Scruggs, Si Beale Street pouvait parler, Cold War, Can You Ever Forgive Me?
- 2 : L'Île aux chiens, RBG, Marie Stuart, reine d'Écosse

### Récompenses multiples
- 4 / 5 : Bohemian Rhapsody
- 3 / 10 : Roma
- 3 / 7 : Black Panther
- 3 / 5 : Green Book : Sur les routes du sud

### Les grands perdants
- 1 / 10 : La Favorite
- 1 / 8 : Vice
- 1 / 8 : A Star is Born
- 1 / 6 : BlacKkKlansman : J'ai infiltré le Ku Klux Klan
- 1 / 4 : First Man : Le Premier Homme sur la Lune|First Man
- 1 / 3 : Si Beale Street pouvait parler
- 0 / 4 : Le Retour de Mary Poppins
- 0 / 3 : La Ballade de Buster Scruggs
- 0 / 3 : Cold War
- 0 / 3 : Can You Ever Forgive Me?